# Phường 13, Quận 11
Phường 13 là một phường thuộc Quận 11, Thành phố Hồ Chí Minh, Việt Nam.
Phường 13 có diện tích 0,18 km², dân số năm 2021 là 11.457 người,  mật độ dân số đạt 63.650 người/km².